# Geboorte van de Moeder Gods-klooster
Het Geboorte van de Moeder Gods-klooster of Rozjdestvenskiklooster (Russisch: Рождественский женский монастырь) is een Russisch-orthodox vrouwenklooster in Moskou. Het klooster is gelegen in de wijk Kitajgorod en heeft de naam gegeven aan de straat waaraan het klooster is gelegen: de Oelitsa Rozjdestvenka (Russisch: Улица Рождественка).

## Stichting
Het ontbreekt aan zekerheden over de stichting van het klooster. Waarschijnlijk was Maria van Rostov de stichteres. Zij was de tweede vrouw van Andrej Ivanovitsj, vorst van Serpoechov. Haar zoon Vladimir de Dappere was de held van de Slag op het Koelikovo-veld. Uit dankbaarheid dat haar zoon deze historische slag had overleefd zou zij het klooster hebben laten bouwen in 1386. Aangenomen wordt dat het klooster oorspronkelijk binnen de muren van het kremlin stond. Vanaf 1484 staat het klooster op de huidige locatie.

## Geschiedenis
De eerste nonnen van het klooster waren weduwen van soldaten gedood bij de Slag op het Koelikovo-veld. In opdracht van Ivan III van Moskou werd in de jaren 1500-1505 een nieuwe kathedraal van steen gebouwd. Inwijding van de kathedraal vond plaats in aanwezigheid van de grootvorst, vlak voor zijn overlijden. Het klooster werd ettelijke malen getroffen door stadsbranden, maar na verwoesting vond steeds herstel plaats.

## Opheffing
Na de Oktoberrevolutie van 1917 werd het klooster opgeheven. In 1922 vond plundering plaats waarbij veel zilver werd buitgemaakt. De meest vereerde iconen werden verplaatst naar de nabijgelegen Kerk van de Heilige Nicolaas in Zvonari. Toen ook die kerk in 1933 werd gesloten werden de iconen overgebracht naar de later gesloopte Kerk van de Heilige Sergius in Poesjkari. Uiteindelijk kwamen de iconen terecht in de Epifaniekerk van Perejaslavskaja Sloboda. De monialen werden verjaagd. Wegens gebrek aan alternatieve woonruimte werd het enkele monialen toegestaan om de voormalige kloostercellen als woning te gebruiken. Zo verbleven er tot in de jaren ’70 van de 20e eeuw toch religieuzen op het voormalige kloosterterrein. De gebouwen kregen diverse bestemmingen, hetgeen grootschalige sloop voorkwam. Wel werd de begraafplaats van het klooster volledig ontheiligd. In de jaren 1960-1965 vond er een omvangrijke restauratie plaats.

## Heropening
In 1989 werden er weer kerkdiensten in de kathedraal toegestaan. Het complex werd in 1991 aan de Russisch-orthodoxe kerk teruggegeven. Herstel van het monastieke leven volgde in 1993.

## Kerken
- Kerk van de Geboorte van de Heilige Maagd (bouwjaar) 1501-1505
- Kerk van Eugene, bisschop van Chersonesus (bouwjaar 1835-1836)
- Kerk van de Moeder Gods van Kazan (bouwjaar 1904-1906)
- Kerk van de Geboorte van de Heilige Johannes Chrysostomus (bouwjaar 1676-1677)

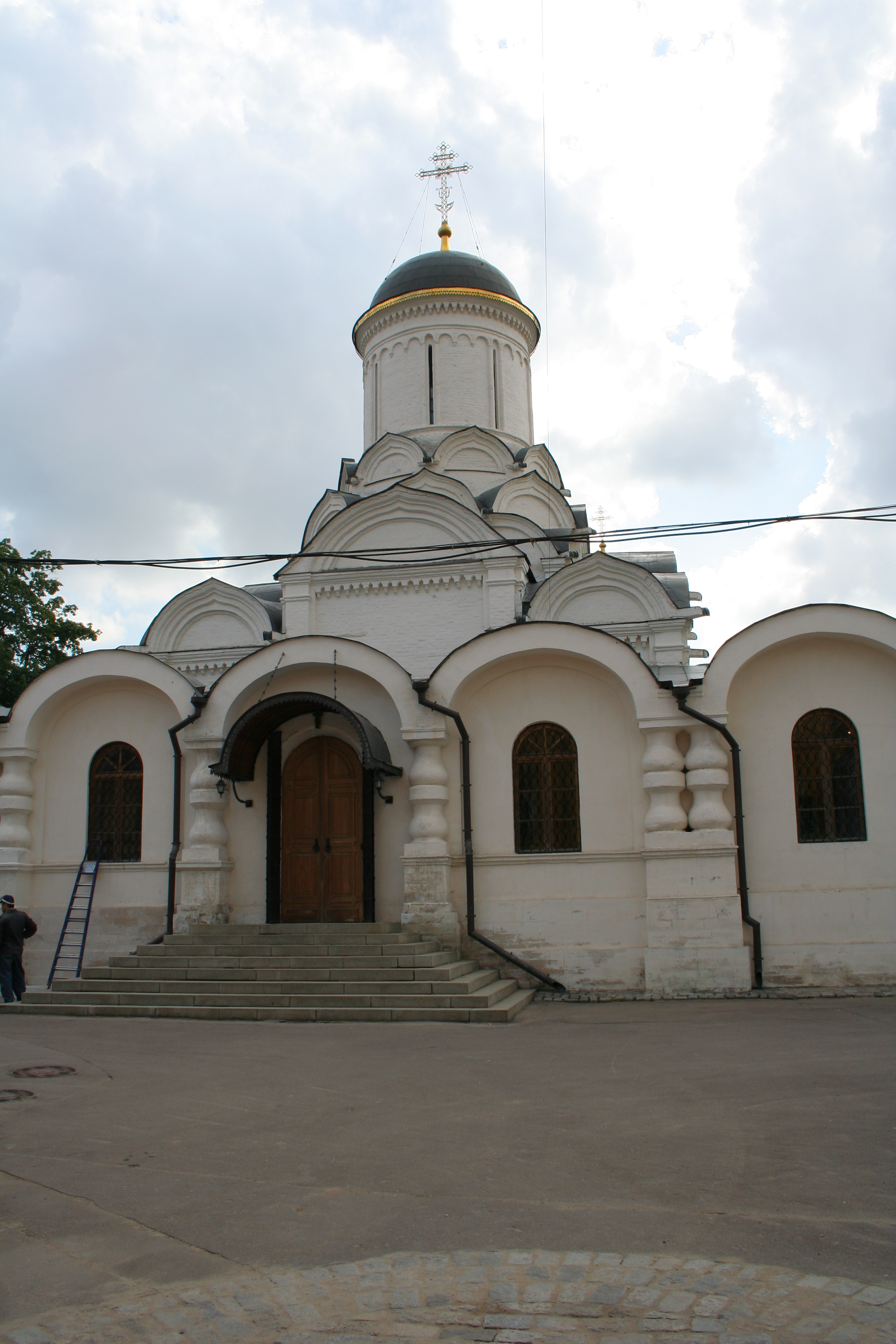
Kerk van de Geboorte van de Heilige Maagd
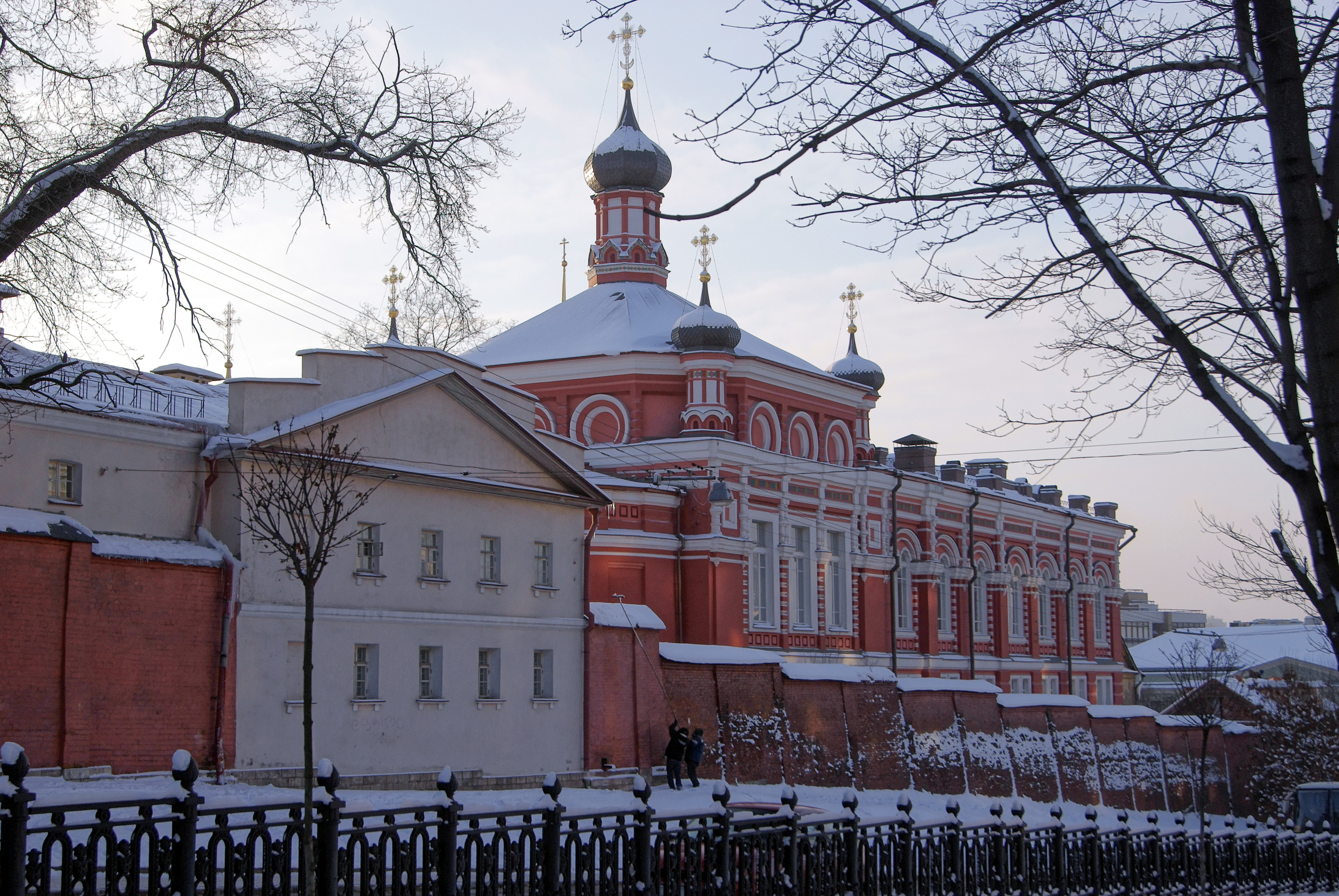
Refectorium en Kerk van de Moeder Gods van Kazan